# Língua ngalum
Ngalum é a mais populosa das línguas Ok  da família das  línguas trans-nova guineanas da região ocidental da Papua, Indonésia e Papua-Nova Guiné.

## Fonologia

### Consoantes
|           |           | Labial | Alveolar | Palatal | Velar |
| --------- | --------- | ------ | -------- | ------- | ----- |
| Nasal     | Nasal     | m      | n        |         | ŋ     |
| Plosiva   | surda     | p      | t        |         | k     |
| Plosiva   | sonora    | b      | d        |         |       |
| Fricativa | Fricativa |        | s        |         |       |
| Vibrantel | Vibrantel |        | r        |         |       |
| Lateral   | Lateral   |        | l        |         |       |
| Semivogal | Semivogal | w      |          | j       |       |

- /k/ também pode ser ouvido como [ɡ] na posição medial da palavra.[3]

### Vogais
|         | Anterior | Central | Back |
| ------- | -------- | ------- | ---- |
| Fechada | i        |         | u    |
| Medial  | e        |         | o    |
| Aberta  |          | a       |      |